# Jabłonowo Pomorskie (gemeente)
De gemeente Jabłonowo Pomorskie is een stad- en landgemeente in het Poolse woiwodschap Koejavië-Pommeren, in powiat Brodnicki.
De zetel van de gemeente is in Jabłonowo Pomorskie.
Op 30 juni 2004 telde de gemeente 9045 inwoners.

## Oppervlakte gegevens
In 2002 bedroeg de totale oppervlakte van gemeente Jabłonowo Pomorskie 134,36 km², waarvan:
- agrarisch gebied: 79%
- bossen: 10%

De gemeente beslaat 12,93% van de totale oppervlakte van de powiat.

## Demografie
Stand op 30 juni 2004:
| Omschrijving                   | Totaal | Totaal | Vrouwen | Vrouwen | Mannen | Mannen |
| ------------------------------ | ------ | ------ | ------- | ------- | ------ | ------ |
| eenheid                        | aantal | %      | aantal  | %       | aantal | %      |
| inwoners                       | 9045   | 100    | 4613    | 51      | 4432   | 49     |
| bevolkingsdichtheid (inw./km²) | 67,3   | 67,3   | 34,3    | 34,3    | 33     | 33     |

In 2002 bedroeg het gemiddelde inkomen per inwoner 1373,52 zł.

## Administratieve plaatsen (sołectwo)
Adamowo, Budziszewo, Buk Góralski, Buk Pomorski, Bukowiec, Gorzechówko, Górale, Jabłonowo-Zamek, Kamień, Konojady, Lembarg, Mileszewy, Nowa Wieś, Piecewo, Płowęż, Szczepanki.

## Aangrenzende gemeenten
Biskupiec, Bobrowo, Książki, Świecie nad Osą, Zbiczno
- Library of Congress Control Number: n2014012008
- Virtual International Authority File: 306382532